# Теорема Лакса — Мильграма
Теорема Лакса — Мильграма — теорема функционального анализа имеющая широкое применение в численных методах, в частности при теоретическом обосновании метода конечных элементов.

## Формулировка
Пусть
- {\displaystyle {\mathcal {H}}} является гильбертовым пространством со скалярным произведением {\displaystyle \langle \cdot ,\cdot \rangle ,} и ассоциированной нормой {\displaystyle \|\cdot \|}
- {\displaystyle a(\cdot \,,\,\cdot )} является билинейной формой, которая:
  - непрерывна
  - коэрцитивна в {\displaystyle {\mathcal {H}}} (иногда используется термин {\displaystyle {\mathcal {H}}}-эллиптичность); то есть, {\displaystyle \exists \,\alpha >0,\forall u\in {\mathcal {H}}\,,\ a(u,u)\geq \alpha \|u\|^{2}}
- L является непрерывной линейной формой в {\displaystyle {\mathcal {H}}}.

Тогда существует единственный элемент {\displaystyle u\in {\mathcal {H}}}, такой, что равенство
{\displaystyle a(u,v)=L(v)}
выполняется для всех {\displaystyle v\in {\mathcal {H}}}: